# Robert Matijašić
Robert Matijašić (Pula, 26. srpnja 1957.) je hrvatski arheolog i sveučilišni profesor. Djelovao je kao rektor Sveučilišta Jurja Dobrile u Puli od 2009. do 2013. godine i redoviti je član Hrvatske akademije znanosti i umjetnosti, Razred za društvene znanosti, od 2024. godine.

## Životopis
Arheologiju i engleski jezik i književnost diplomirao je 1979. na Filozofskom fakultetu Sveučilišta u Zagrebu. Magistarski stupanj stekao je 1985. obranom magistarskog rada Ageri antičkih kolonija Pola i Parentium i njihova naseljenost od I. do III. stoljeća. Doktorsku disertaciju na temu Gospodarska povijest antičke Istre: arheološki izvori za poznavanje društveno gospodarskih odnosa u Istri u antici I-III stoljeća obranio je na Zavodu za arheologiju Filozofskog fakulteta u Zagrebu 1994. godine.
Od 1979. radio je kao kustos u Odjelu za antičku arheologiju u Arheološkom muzeju Istre na čijem se čelu nalazio kao ravnatelj od 1991. do 1994. godine. Godine 1996. izabran je u zvanje docenta na Odsjeku za povijest Filozofskoga fakulteta u Puli na kojem je bio dekan u razdoblju od 2002. do 2006. godine. Od 2006. je redoviti profesor, a od 2011. redoviti profesor u trajnom zvanju. Godine 2006. izabran je za prorektora za znanstvenoistraživački rad na Sveučilištu Jurja Dobrile u Puli, a u veljači 2009. godine za vršitelja dužnosti rektora Sveučilišta. Od svibnja 2009. do rujna 2013. bio je rektor Sveučilišta Jurja Dobrile u Puli. Godine 2014. izabran je za člana suradnika HAZU-a u Razredu za društvene znanosti, a 2024. godine postao je redoviti član.

Nositelj je kolegija Povijest staroga vijeka i drugih kolegija stare povijesti i antičke arheologije na Filozofskom fakultetu u Puli. U dva je navrata predavao na poslijediplomskom studiju na Sveučilištu u Padovi te na poslijediplomskom studiju arheologije na Filozofskom fakultetu Sveučilišta u Zagrebu i na Odjelu za arheologiju Sveučilišta u Zadru.
Sudjelovao je na terenskim arheološkim istraživanjima u čitavoj Hrvatskoj, napose u Istri (Medulin, Červar, Roč, Pula), a samostalno je vodio istraživanja nekropole i javne antičke arhitekture u Puli. U Arheološkom muzeju Istre postavio je i surađivao kod postave mnogobrojnih izložbi u zemlji i inozemstvu. U više navrata boravio je na kraćim studijskim putovanjima na Sveučilištu u Padovi, Rimu i Macerati. Sudjelovao je na znanstvenim skupovima u Hrvatskoj i inozemstvu (Slovenija, Italija). Autor je 9 knjiga, 16 poglavlja u skupnim knjigama i monografijama, 95 znanstvenih radova u časopisima i zbornicima međunarodnih i domaćih skupova, kongresa i konferencija, 98 stručnih i preglednih tekstova u časopisima i zbornicima domaćih i međunarodnih skupova, te u katalozima izložbi, 41 prikaz, ocjena i bilježaka u stručnim časopisima i tisku i dva prijevoda. te je bio urednik 7 knjiga (stanje 14.2.2022). Google znalac: broj citata 976 (377 od 2017), h-indeks 16 (10 od 2017), i10 indeks 25 (11 od 2017) (stanje 28.3.2022.). Prevodi stručne arheološke radove, putopise i povijesne tekstove s engleskog i talijanskog jezika.
Bio je voditelj je međunarodnoga hrvatsko-slovenskog znanstvenog projekta "Istra stjecište triju naroda" (2001-2004) i glavni istraživač u znanstveno-istraživačkom projektu "Istočna Istra i sjeverna Liburnija u antičko doba" (2003-2007), a voditelj je znanstveno-istraživačkog projekta "Naseljenost i gospodarstvo Istre od kraja prapovijesti do Bizanta" (2007-2012). Pri Istarskoj županiji bio je član Poglavarstva zadužen za kulturu, obrazovanje i znanost (2001. – 2008.) te uz Miroslava Bertošu glavni urednik Istarske enciklopedije.
Bio je voditeljem više znanstvenih projekata koje je financiralo Ministarstvo znanosti, obrazovanja i športa RH, te voditelj znanstvenog projekta Hrvatske zaklade za za znanost: “Arheološki krajolik u održivom razvoju kulturnog turizma Općine Vrsar” (2018-2021). Osim toga, članom je znanstvenih odbora i uredništava više znanstvenih časopisa u Hrvatskoj i inozemstvu: Histria antiqua (Pula), Vjesnik Državnog arhiva u Pazinu (Pazin), Annales i Acta Histriae (Kopar), član izdavačkog (znanstvenog) vijeća Agri Centuriati (Pisa – Rim), Aquileia Nostra (Aquileia), Atti e Memorie della Società istriana di archeologia e storia patria (Trst), Picvs – Studi e ricerche sulle Marche nell'antichità (Macerata), Acta medico-historica adriatica (Rijeka).

## Knjige
- Ageri antičkih kolonija Pola i Parentium i njihova naseljenost od I. do III. stoljeća (Latina&Graeca, VPA, Zagreb 1988.)
- Campus Martius: antička nekropola između Premanturske i Medulinske ulice u Puli (Arheološki muzej Istre, Pula 1991.)
- Antička Pula s okolicom (Zavičajna naklada “Žakan Juri”, Pula, 1996.)
- Gospodarstvo antičke Istre (Zavičajna naklada “Žakan Juri”, Pula, 1998.)
- Uvod u latinsku epigrafiju (Filozofski fakultet u Puli, Pula, 2002.)
- Djela božanskog Augusta. Res Gestae Divi Augusti. Praxeis Sebastou Theou Priredio i preveo Robert Matijašić (Biblioteka Latina&Graeca, Knjiga LVIII, Zagreb "Antibarbarus - Latina&Graeca" 2007.)
- Povijest hrvatskih zemalja u antici do cara Dioklecijana (Leykam International, Zagreb, 2009.)
- Povijest hrvatskih zemalja u kasnoj antici od Dioklecijana do Justinijana (Leykam International, Zagreb, 2012.)

## Vanjske poveznice
- Tko je tko u hrvatskoj znanosti - Robert Matijašić  Arhivirana inačica izvorne stranice od 6. ožujka 2021. (Wayback Machine)
- Hrvatska znanstvena bibliografija - Robert Matijašić

| akademske službe           | akademske službe                                      | akademske službe          |
| -------------------------- | ----------------------------------------------------- | ------------------------- |
| prethodnik Marčelo Dujanić | rektor Sveučilišta Jurja Dobrile u Puli 2009. – 2013. | nasljednik Alfio Barbieri |